# Charles Dickens’ Weihnachtsgeschichte
Charles Dickens’ Weihnachtsgeschichte (Alternativtitel: Eine Weihnachtsgeschichte, Originaltitel: A Christmas Carol) ist ein für das US-Fernsehen in Großbritannien produzierter Weihnachtsfantasyfilm von 20th Century Fox aus dem Jahr 1984 und basiert auf der gleichnamigen Erzählung von Charles Dickens. Die Hauptrolle spielte George C. Scott, Regie führte Clive Donner. Der Fernsehfilm wurde am 17. Dezember 1984 vom US-Fernsehsender CBS ausgestrahlt. In Großbritannien wurde der Fernsehfilm im Kino aufgeführt. In Deutschland wurde der Film erstmals am 24. Dezember 1991 im Ersten ausgestrahlt.

## Handlung
Der alte Ebenezer Scrooge ist ein hartherziger Geizkragen, wie man ihn im ehrwürdigen London wohl kaum ein zweites Mal antrifft. Seinem unterbezahlten Angestellten Bob Cratchit droht er regelmäßig mit Kündigung, wenn dieser es auch nur wagt, einen Blick auf den Kohlenkasten zu werfen, um vielleicht das bitterkalte Kontor damit etwas aufzuheizen; für seine bedürftigen Mitmenschen hat er nur Geringschätzung übrig, und Weihnachten hält er für geld- und zeitverschwendenden Humbug.
In der Nacht zum 25. Dezember jedoch erhält er unerwarteten Besuch. Der Geist seines vor sieben Jahren verstorbenen Geschäftspartners Jacob Marley sucht ihn auf, um ihn vor einem schrecklichen Schicksal zu warnen. Die schaurige Erscheinung ist an eine lange, schwere Eisenkette gefesselt - jene Kette, die er sich mit seiner Hartherzigkeit, seiner Gier und seinem Geiz im Leben selbst geschmiedet hat. Marley bietet Scrooge nun eine Möglichkeit, sich zu bessern und seine eigene, jetzt noch unsichtbare Kette abzustreifen. Dazu werden ihn drei Geister aufsuchen.
Um ein Uhr morgens erscheint Scrooge tatsächlich der Geist der vergangenen Weihnacht und nimmt ihn mit auf eine Reise in seine eigene Vergangenheit, wo er sich selbst als einsamen und verlassenen Knaben sieht, dem sein Vater nicht vergeben konnte, dass seine Mutter bei seiner Geburt im Kindbett gestorben war. Auch zeigt der Geist ihm seine Schwester Fan, die ihn über alles geliebt hat. Außerdem führt der Geist ihm seine glücklichen Lehrjahre beim alten Mr. Fezziwig vor Augen, der jedes Jahr eine rauschende Weihnachtsfeier für seine Angestellten und ihre Lieben gab; und Scrooge sieht seine längst verlorene große Liebe Belle wieder. Der Geist zeigt ihm aber nicht nur angenehme Dinge, Scrooge muss auch der Lösung seiner Verlobung zusehen, da sein junges Ich inzwischen dem Geiz verfallen war und seine Gefühle für Belle nachgelassen hatten.
Gerührt und verwirrt kehrt Scrooge in sein Schlafzimmer zurück und fällt in unruhigen Schlaf. Doch um Schlag zwei Uhr erscheint ihm der zweite angekündigte Besucher, der Geist der gegenwärtigen Weihnacht. Der riesenhafte Geselle führt Scrooge durch den Weihnachtstag direkt ins bescheidene Heim seines Angestellten Bob Cratchit und dessen Familie. Dort bemerkt Scrooge Cratchits’ jüngsten Sohn Tiny Tim, der sehr schwach und auf eine Krücke angewiesen ist. Als er den Geist fragt, ob der arme Junge überleben wird, antwortet dieser, dass der Junge wohl sterben werde, wenn sich die Schatten der Zukunft nicht ändern. Außerdem konfrontiert der Geist Scrooge mit seinen eigenen leichtfertig ausgesprochenen Worten, dass er, wenn er schon sterben müsse, es bald tun solle, um die Überbevölkerung zu verringern. Danach statten sie Scrooges Neffen Fred einen Besuch ab. Der freundliche junge Mann lädt seinen Onkel an jedem Weihnachten ein mit ihm zu Abend zu essen, was dieser jedoch bisher immer abgelehnt hat. Fred und seine Ehefrau feiern in angenehmer Gesellschaft und erfreuen sich an lustigen Gesellschaftsspielen, an denen Scrooge sogar teilnimmt, obwohl er für die Menschen um ihn herum eigentlich unsichtbar ist. Zuletzt führt der Geist ihn in ein Elendsviertel mit ärmsten Familien, denen es sogar am Nötigsten fehlt. Unter seinem Mantel kauern plötzlich zwei Kinder, er nennt die Namen der beiden: Sie heißen Unwissenheit und Armut. Auf Scrooges Nachfrage erklärt der Geist, dass es nicht seine eigenen, sondern Kinder der Menschheit seien. Scrooge sträubt sich gegen die Aufnahme der Kinder. Er fragt, ob sie denn keine Bleibe hätten; der Geist antwortet wiederum mit einer Gegenfrage, die ebenfalls wieder Scrooges eigene Worte darstellt: „Gibt es denn keine Gefängnisse, Arbeitshäuser?“
Nach diesen Worten ist der Geist verschwunden und Scrooge bleibt allein in der Dunkelheit zurück. Kurz darauf aber erscheint der Geist der zukünftigen Weihnacht, eine düstere Erscheinung, verborgen in einem schwarzen Kapuzenmantel. Der Geist führt ihn zur Londoner Börse, wo einige Geschäftsmänner sich über einen kürzlich verstorbenen Kollegen lustig machen. Danach führt er den verwirrten Scrooge in das Geschäft eines Lumpenhändlers, der gerade mit einer Reinemachefrau über den Preis einiger Gegenstände verhandelt, die sie dem Toten gestohlen hat. Unter den Sachen befindet sich sogar sein Bettvorhang und sein Bettlaken. Als Scrooge nach einem Beispiel für Mitgefühl beim Tod eines Menschen verlangt, bringt sein schattenhafter Führer ihn erneut zum Haus der Cratchits und zeigt ihm, wie sie um den verstorbenen Tiny Tim trauern.
Niedergeschlagen bittet Scrooge den Geist, ihn nach Hause zu bringen. Stattdessen aber stehen sie plötzlich auf einem Friedhof, wo die Erscheinung verlangt, dass Scrooge sich einen bestimmten Grabstein ansieht. Als er den Schnee von der einfachen Steinplatte fegt und die Inschrift „Ebenezer Scrooge“ entziffert, muss er erkennen, dass der ungeliebte einsame Tote er selbst war. Scrooge bricht zusammen und gelobt auf seinen Knien, sich zu bessern und die Weihnacht in Vergangenheit, Gegenwart und Zukunft in seinem Herzen zu bewahren.
Plötzlich befindet Scrooge sich am Morgen des 25. Dezembers wieder in seinem Schlafzimmer, als wäre er nie weg gewesen. Über alle Maßen erleichtert springt er durch das Zimmer, voll guter Vorsätze für sein „neues Leben“. Und Scrooge wird seinem Schwur vor den Geistern mehr als gerecht. Zunächst schickt er Bob Cratchit als anonymer Gönner einen riesigen Truthahn als Festtagsbraten und verdoppelt außerdem sein Gehalt. Zwei Gentlemen, die Geld für wohltätige Zwecke sammeln und denen er am Tag zuvor noch eine rüde Abfuhr erteilt hat, gibt er nun eine mehr als großzügige Spende.
Auch söhnt er sich mit seinem Neffen aus und für Tiny Tim, der dank seiner großzügigen Hilfe wieder gesund wird, wird er wie ein zweiter Vater.

## Synchronisation
Die deutsche Synchronfassung entstand bei der Interopa Film GmbH, Berlin. Jürgen Neu schrieb das Dialogbuch und entweder Jürgen Neu oder Thomas Engel führten Regie.
| Rolle                             | Darsteller         | Synchronsprecher |
| --------------------------------- | ------------------ | ---------------- |
| Ebenezer Scrooge                  | George C. Scott    | Heinz Giese      |
| Jacob Marleys Geist               | Frank Finlay       | Klaus Miedel     |
| Geist der vergangenen Weihnacht   | Angela Pleasence   | Uta Hallant      |
| Geist der gegenwärtigen Weihnacht | Edward Woodward    | Christian Rode   |
| Bob Cratchit                      | David Warner       | Jürgen Thormann  |
| Mrs. Cratchit                     | Susannah York      | Rita Engelmann   |
| Tiny Tim Cratchit                 | Anthony Walters    | Timm Neu         |
| Fred Holywell                     | Roger Rees         | Till Hagen       |
| Erzähler                          | Roger Rees         | Helmut Gauß      |
| Janet Holywell                    | Caroline Langrishe | Sabine Sebastian |
| Belle                             | Lucy Gutteridge    | Petra Barthel    |
| Mrs. Dilber                       | Liz Smith          | Tilly Lauenstein |
| Mr. Poole                         | Michael Gough      | Eric Vaessen     |
| Mr. Harking                       | John Quamby        | Andreas Hanft    |

## Kritiken
„Ein Klassiker, der die Herzen erweicht.“

„Fein abgestimmte, gefühl- und fantasievolle Neuverfilmung der Weihnachtsgeschichte von Charles Dickens durch Clive Donner, den Cutter der 1951er Version. […] Solide Familienunterhaltung, als Parabel mit einigen düsteren Szenen für kleinere Kinder etwas schreckhaft.“

„Charles Dickens Klassiker ‚Eine Weihnachtsgeschichte‘ wurde bereits zigmal verfilmt. 1984 inszenierte Clive Donner für das britische Fernsehen eine weitere Version mit George C. Scott in der Hauptrolle. Donner, der für die Film-Version von 1951 bereits als Cutter tätig war, gelang mit dieser Neuverfilmung des Dickensschen Stoffes ein ebenso sensibles wie fantasiereiches TV-Märchen für die ganze Familie.“

## Video- und DVD-Veröffentlichung
1989 wurde der Fernsehfilm in der englischen Originalfassung als A Christmas Carol auf VHS-Video veröffentlicht.
Am 6. November 2006 brachte 20th Century Fox Home Entertainment den Fernsehfilm als A Christmas Carol in der englischen Originalfassung auf DVD heraus. Am 26. November 2010 erschien er bei 20th Century Fox Home Entertainment in der deutschsprachigen Fassung unter dem Titel Charles Dickens’ – Eine Weihnachtsgeschichte.

## Sonstiges

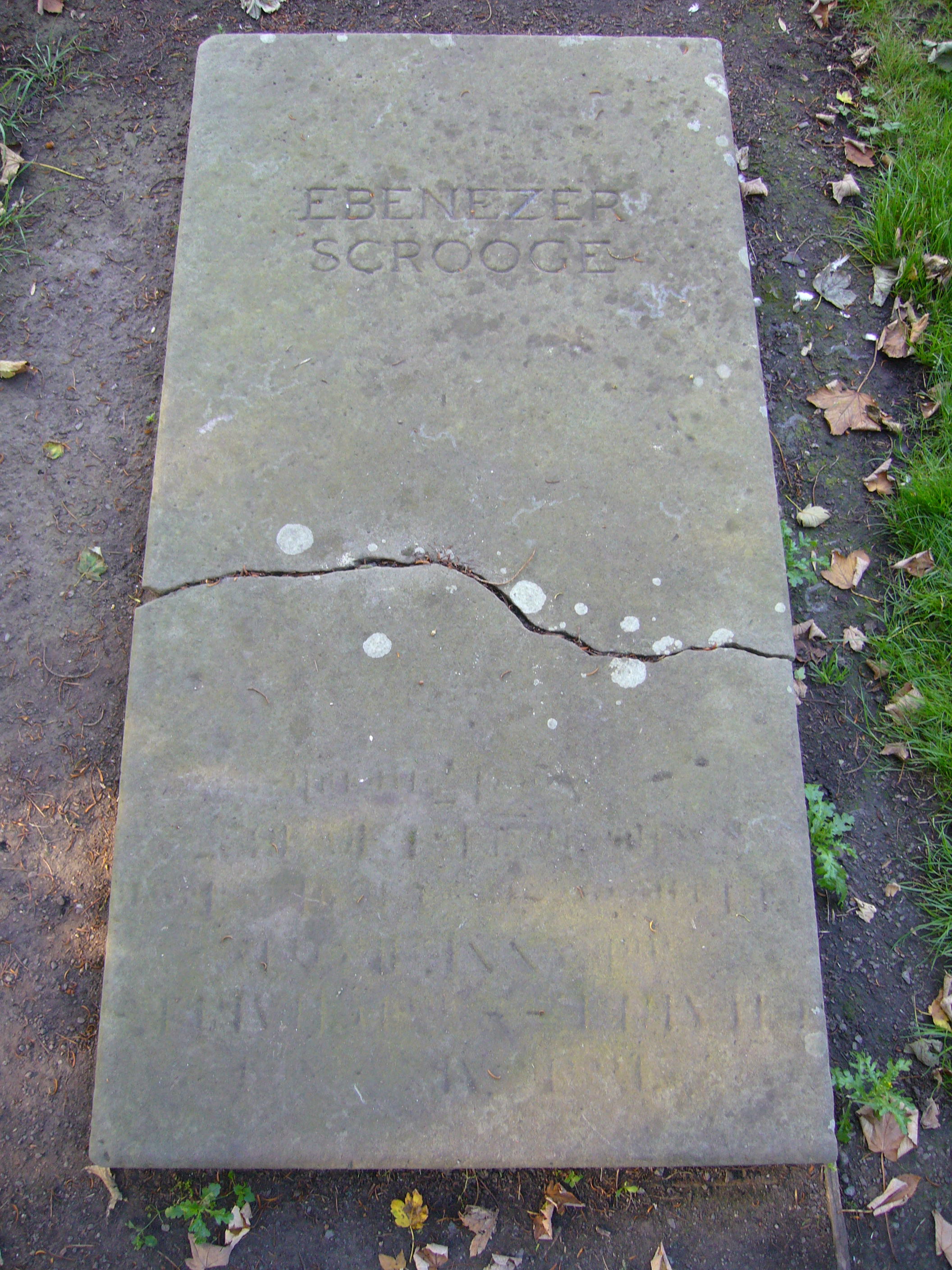
Der Grabstein von Ebenezer Scrooge aus dem Film vor seiner Zerstörung

- Ursprünglich sollte Leo McKern den Geist der gegenwärtigen Weihnacht spielen. Er wurde jedoch durch Edward Woodward ersetzt.
- Charles Dickens’ Weihnachtsgeschichte ist die bisher einzige Verfilmung des Stoffes, in der Ebenezer Scrooge nicht sein Nachthemd unter dem Morgenrock und die obligatorische Schlafmütze auf dem Kopf trägt, sondern einfach Hemd, Hose und Weste. Gerüchten zufolge weigerte George C. Scott sich, nur mit Nachthemd und Morgenmantel bekleidet mitten im englischen Winter zu spielen.
- Der Film wurde überwiegend in der historischen britischen Stadt Shrewsbury gedreht.[3][11]
- Die Schauspielerin Liz Smith spielte die Rolle der Mrs. Dilber auch in der Neuverfilmung von 1999, A Christmas Carol – Die Nacht vor Weihnachten, mit Patrick Stewart in der Hauptrolle.
- Zwei von Susannah Yorks leiblichen Kindern spielten im Film zwei der Cratchit-Kinder.
- Angela Pleasence, die den Geist der vergangenen Weihnacht spielte, ist die Tochter von Schauspieler Donald Pleasence.
- Marleys Geist sollte ursprünglich von David Warner dargestellt werden. Dieser bat jedoch erfolgreich darum, lieber die Rolle des Bob Cratchit spielen zu dürfen.
- Der Grabstein, den man im Film für Scrooges Grab benutzte, verblieb für viele Jahre am Drehort auf dem Friedhof neben der St. Chad’s Church in Shrewsbury. Er wurde allerdings im Jahr 2024 von Vandalen zerstört.[12][13]